# کلیر انگل
کلیر انگل (به انگلیسی: Clair Engle) سناتور سابق عضو حزب دموکرات ایالات متحده آمریکا بود. وی در سال ۱۹۵۹ تا ۱۹۶۴ میلادی سناتور ایالت کالیفرنیا در سنای ایالات متحده آمریکا بود.